# Reduit

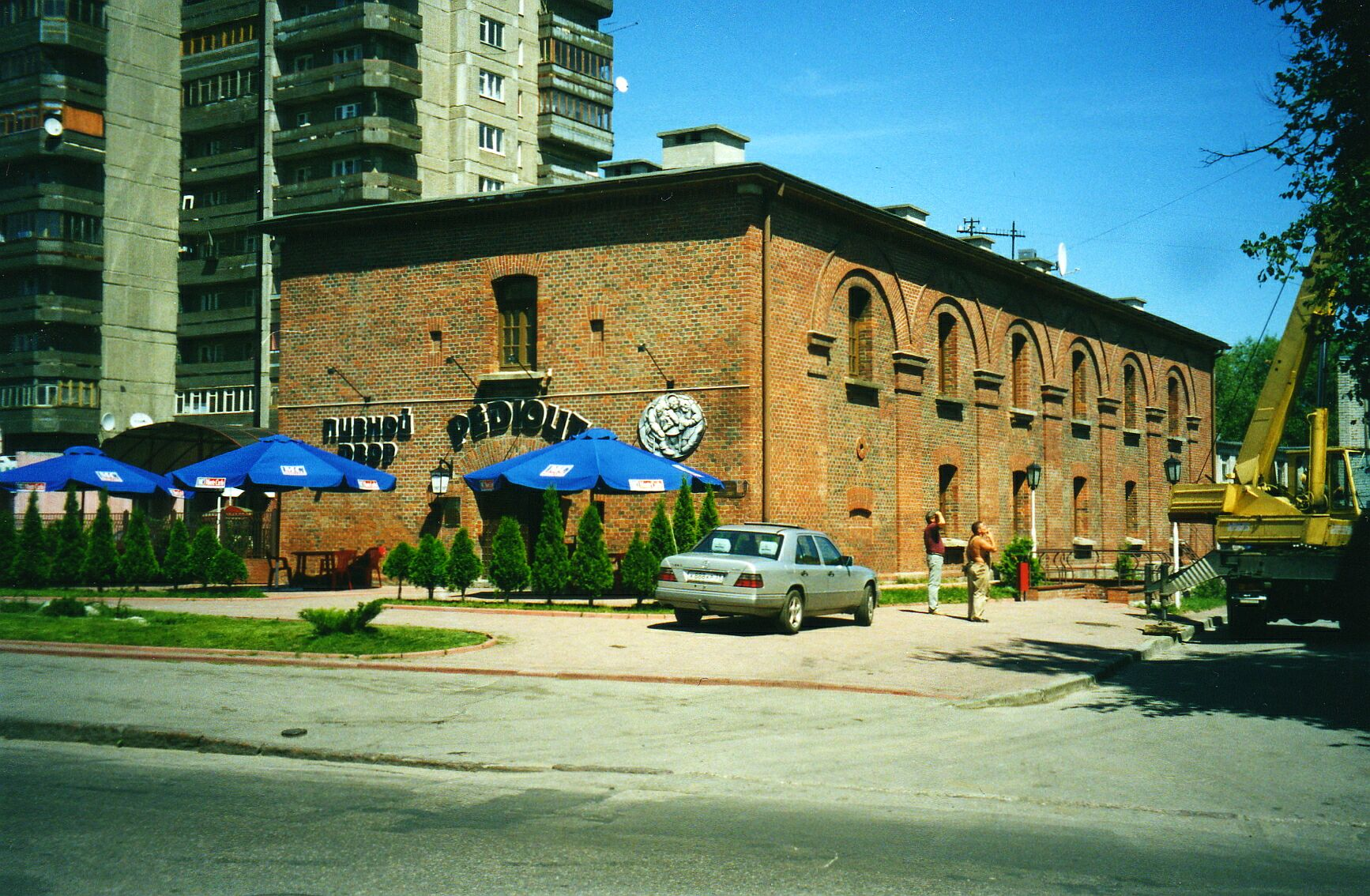
19e-eeuwse reduit in Kaliningrad

Een reduit is een zelfstandig verdedigbaar werk binnen een fort, en dient om de verdediging na de val van de hoofdwal te kunnen voortzetten. Een reduit was vaak een versterkt gebouw, waar langdurige aanvallen konden worden uitgezeten of beantwoord. Een citadel is een voorbeeld van een reduit. 
Reduit betekent gereduceerd, dat wat overgebleven is. Het is dus eigenlijk de laatste verdedigingslinie waar de soldaten zich nog konden verschansen, als alle andere verdedigingswerken al ingenomen waren.
Het is soms verbasterd tot ronduit. Het werd in eenvoudige vorm ook wel toegepast op een ravelijn.